# Bostrychoplites zickeli
Bostrychoplites zickeli är en skalbaggsart som först beskrevs av Sylvain Auguste de Marseul 1867.  Bostrychoplites zickeli ingår i släktet Bostrychoplites och familjen kapuschongbaggar. Inga underarter finns listade i Catalogue of Life.

## Bildgalleri

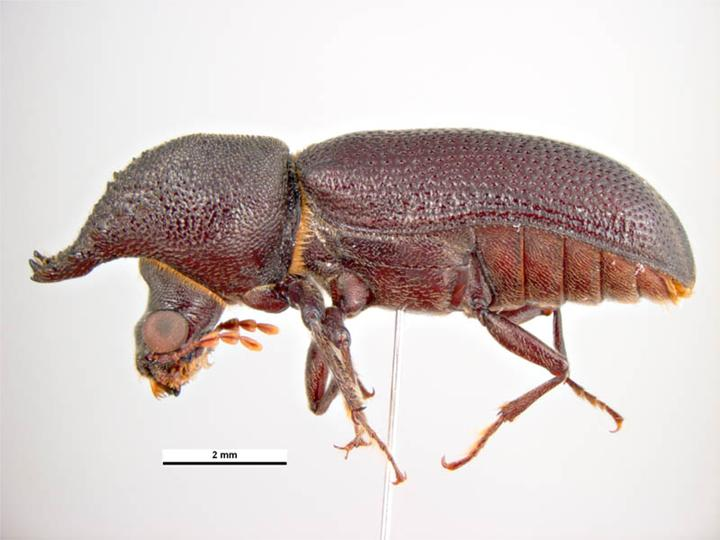